# Бонфілд (Іллінойс)
Бонфілд (англ. Bonfield) — селище (англ. village) в США, в окрузі Канкакі штату Іллінойс. Населення — 351 особа (2020).

## Географія
Бонфілд розташований за координатами 41°8′42″ пн. ш. 88°3′15″ зх. д. / 41.14500° пн. ш. 88.05417° зх. д. (41.145018, -88.054037).  За даними Бюро перепису населення США в 2010 році селище мало площу 1,27 км², уся площа — суходіл.

## Демографія
Згідно з переписом 2010 року, у селищі мешкали 382 особи в 142 домогосподарствах у складі 118 родин. Густота населення становила 300 осіб/км².  Було 148 помешкань (116/км²).
Расовий склад населення:
| - 97,4 % — білих - 0,3 % — корінних американців - 0,3 % — азіатів |

До двох чи більше рас належало 2,1 %. Частка іспаномовних становила 1,8 % від усіх жителів.
За віковим діапазоном населення розподілялося таким чином: 24,1 % — особи молодші 18 років, 61,5 % — особи у віці 18—64 років, 14,4 % — особи у віці 65 років та старші. Медіана віку мешканця становила 43,5 року. На 100 осіб жіночої статі у селищі припадало 100,0 чоловіків;  на 100 жінок у віці від 18 років та старших — 92,1 чоловіків також старших 18 років.
Середній дохід на одне домашнє господарство  становив 82 185 доларів США (медіана — 69 432), а середній дохід на одну сім'ю — 90 877 доларів (медіана — 77 500). Медіана доходів становила 76 250 доларів для чоловіків та 47 000 доларів для жінок. За межею бідності перебувало 3,5 % осіб, у тому числі 5,2 % дітей у віці до 18 років та 2,1 % осіб у віці 65 років та старших.
Цивільне працевлаштоване населення становило 151 осіб. Основні галузі зайнятості: освіта, охорона здоров'я та соціальна допомога — 29,8 %, роздрібна торгівля — 17,9 %, будівництво — 11,3 %, виробництво — 9,3 %.